# Homolobus elagabalus
Homolobus elagabalus är en stekelart som först beskrevs av Nixon 1938.  Homolobus elagabalus ingår i släktet Homolobus och familjen bracksteklar. Inga underarter finns listade i Catalogue of Life.